# Hans Mathias Fenger
Hans Mathias Fenger (9. august 1850 på Nordgaard ved Ringsted – 11. juli 1930 i Silkeborg) var en dansk præst.
Han blev født på Nordgaard ved Ringsted. Da hans forældre 1860 flyttede til Augustenborg Hovedgaard på Als, kom han i Flensborg lærde Skole, men efter krigen i 1864, hvor Flensborg blev tysk, blev han elev i Borgerdydskolen på Christianshavn. Derfra blev han 1868 student.
1873 bestod han teologisk embedseksamen, og derpaa havde han i nogle år bolig på Elers' Kollegium, sysselsat med undervisning og studiet af kirkelig kunst og Nordens kirkehistorie. 1878 blev han kateket ved Stefanskirken i København, og som sådan vandt han ved Københavns Universitets firehundredårsfest den teologiske licentiatgrad for en afhandling: «Bidrag til Hans Egedes og den grønlandske Missions Historie 1721-68». 1880 blev han udnævnt til residerende kapellan ved Vor Frelsers Kirke på Christianshavn, 1888 residerende kapellan ved Garnisons Kirke og i år 1900 blev han provst ved Holmens Kirke. Fra 1915 var han tillige kongelig konfessionarius.
Ved siden af en meget påskønnet præstevirksomhed udgav han tillige i nogle år Dansk Missionsblad og var lærer i flere skoler. Under hele sin københavnske præstevirksomhed tog han del i forskellige sider af Indre Missions virksomhed i hovedstaden. Han var Storkorsridder af Dannebrog og Dannebrogsmand, sad i direktionen for Bibelselskabet, var overdirektør for de Massmannske Søndagsskoler, formand for Den danske Forening til Evangeliets Forkyndelse for skandinaviske Sømænd i fremmede Havne, medlem af bestyrelsen for Trøstens Bolig, Københavns Bespisningsanstalt, børnehjemmet Ove Hohlenbergs Minde og Selskabet for Danmarks Kirkehistorie.
Fenger udgav en lang række prædikener, taler og opbyggelige skrifter. Desuden udgav han sine
erinringer.